# Placorhynchus tvaerminnensis
Placorhynchus tvaerminnensis är en plattmaskart som beskrevs av Karling TG 1930. Placorhynchus tvaerminnensis ingår i släktet Placorhynchus och familjen Placorhynchidae.
Artens utbredningsområde är Nordsjön. Inga underarter finns listade i Catalogue of Life.